# スイングトレード
スイングトレードは、2 - 3日から数週間の短い期間で売買を完結する取引手法。デイトレードと同じような短期売買にカテゴリー分けされるが、デイトレードは、1日の間に売買を完了させて、翌日までポジション（建玉）を持ち越さない取引手法であるのに対して、スイングトレードは、通常数日から数週間ポジションを保有し続ける。
スイングトレードを含めた短期売買の取引手法は、株式などを長期的に保有することが目的ではなく、売買を頻繁に行うことで短期的に利益を出すことを目的とした取引である。そのため、株式の取引においては企業の成長戦略や業績よりもテクニカル指標やチャート分析などを重視した取引される。